# بانیس د ابرو

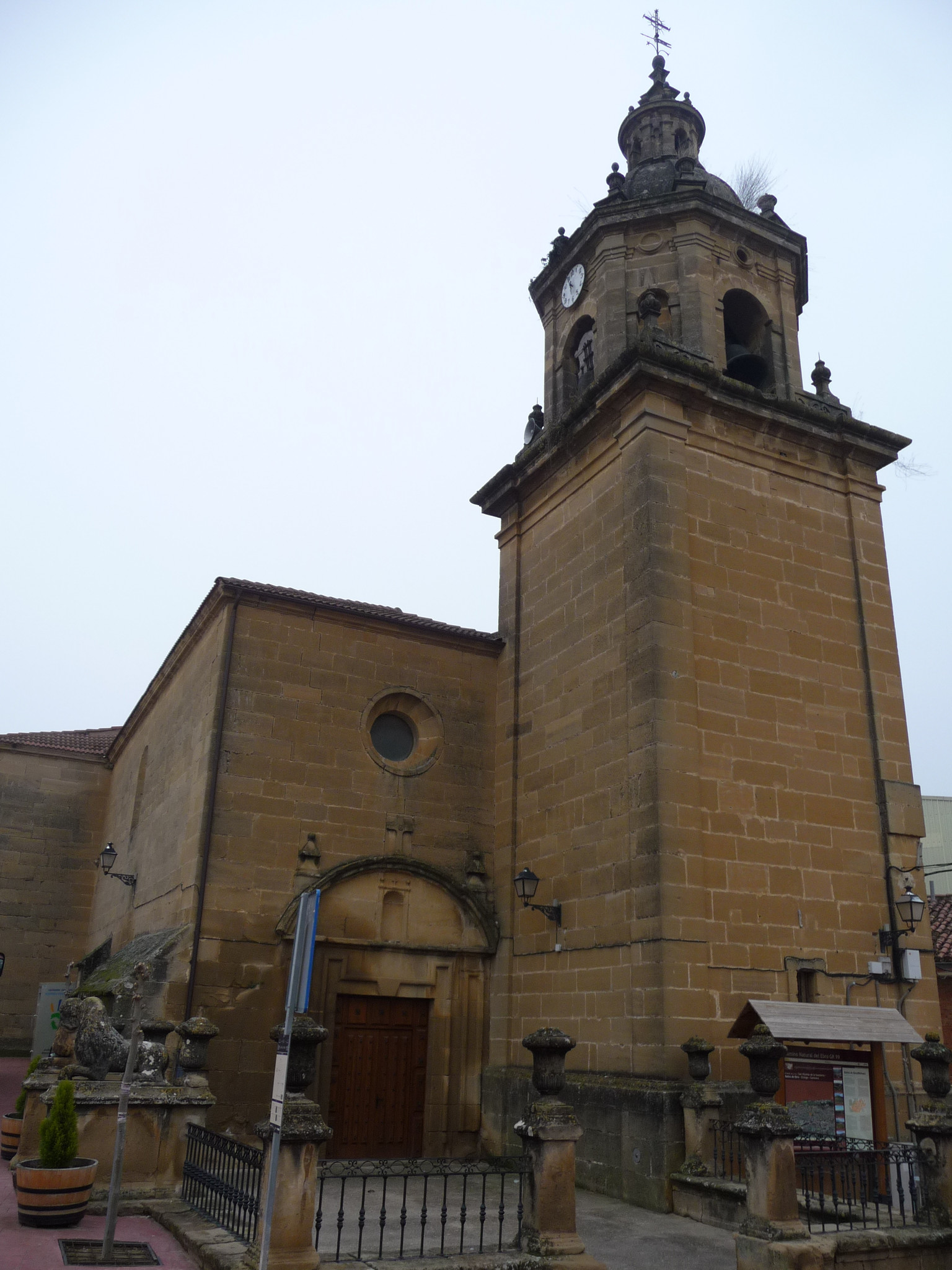
نمایی از کلیسای بانیُس د ابرو/مانیوئتا در استان آلابا - ۲۰۰۸

بانیُس د ابرو/مانیوئتا دهستانی در استان آلابای اسپانیا است.
در این دهستان 367 نفر زندگی می‌کنند. مساحت این دهستان 9.45 کیلومتر مربع است.

## مراجع
- نام، جمعیت و مساحت از درگاه ملی آمار (اسپانیا) گرفته شده است.